# Valeriana kamelinii
Valeriana kamelinii är en kaprifolväxtart. Valeriana kamelinii ingår i släktet vänderötter, och familjen kaprifolväxter.

## Underarter
Arten delas in i följande underarter:
- V. k. albiflora
- V. k. kamelinii